# Lixy et ses évolutions
Pour l’article homonyme, voir Lixy.
Lixy et ses évolutions Luxio et Luxray sont trois espèces de Pokémon de quatrième génération.

## Création

### Conception graphique
Nintendo et Game Freak n'ont pas évoqué les sources d'inspiration de ces Pokémon. Néanmoins, certains fans avancent qu'ils pourraient être basés sur l'apparence d'un lynx. Il est cependant très probable que son apparence soit inspirée de celle du Roi Léo d'Osamu Tezuka, à qui il ressemble énormément.

### Étymologie
Lixy vient de lynx

## Description
Dans les jeux vidéo, Lixy évolue en Luxio au niveau 15, qui évolue ensuite en Luxray au niveau 30.

## Apparitions

### Jeux vidéo
Lixy, Luxio et Luxray apparaissent dans série de jeux vidéo Pokémon. D'abord en japonais, puis traduits en plusieurs autres langues, ces jeux ont été vendus à plus de 200 millions d'exemplaires à travers le monde.

### Série télévisée et films
La série télévisée Pokémon ainsi que les films sont des aventures séparées de la plupart des autres versions de Pokémon et mettent en scène Sacha en tant que personnage principal. Sacha et ses compagnons voyagent à travers le monde Pokémon en combattant d'autres dresseurs Pokémon.